# Мамаду Талль
Мамаду Талль (фр. Mamadou Tall, нар. 4 грудня 1982) — буркінійський футболіст, що грав на позиції захисника, зокрема за національну збірну Буркіна-Фасо.

## Клубна кар'єра
У дорослому футболі дебютував 1999 року виступами за команду «Етуаль Філант», в якій провів два сезони.
Згодом з 2001 по 2004 рік грав у Туреччині за «Бурсаспор», в Тунісі за «Сфаксьєн», в Люксембурзі за «Гревенмахер» та на батьківщині за рідний «Етуаль Філант».
У 2004—2008 роках знову грав У Північній Афризі — спочатку за алжирську «Бліду», а згодом за марокканський «Відад», після чого до 2011 року захищав кольори португальського «Уніан Лейрія».
Завершував ігрову кар'єру виступами за іранський «Персеполіс», за який грав протягом 2011—2012 років.

## Виступи за збірну
2000 року дебютував в офіційних матчах у складі національної збірної Буркіна-Фасо.
У складі збірної був учасником Кубка африканських націй 2002 року d Малі, Кубка африканських націй 2010 року в Анголі, а також Кубка африканських націй 2012 року в Габоні та Екваторіальній Гвінеї.
Загалом протягом кар'єри у національній команді, яка тривала 13 років, провів у її формі 46 матчів.